# Масіко

36°28′3″ пн. ш. 140°5′35″ сх. д. / 36.46750° пн. ш. 140.09306° сх. д.
Ма́сіко (яп. 益子町, ましこまち, МФА: [maɕi̥ko mat͡ɕi̥]) — містечко в Японії, в повіті Хаґа префектури Тотіґі. Станом на 1 жовтня 2008 площа містечка становила 89,54 км². Станом на 1 січня 2009 населення містечка становило 24 797 осіб.